# 李昭玲
李昭玲（1950年2月—），山东荣成人，女，汉族，中华人民共和国政治人物，中国致公党党员。中共北京市委党校毕业。
2008年，当选为全国人大华侨委员会委员，北京市人大常委会副主任，致公党中央常委、北京市委主委，中国侨联副主席，北京市侨联主席。2016年11月，不再担任致公党北京市委主委。2017年1月,辞去北京市人大常委会副主任。
2008年，当选第十一届全国人民代表大会北京地区代表。